# Air BC
Air BC fue una aerolínea basada en Richmond. En la actualidad forma parte de Jazz de Air Canada.

## Historia

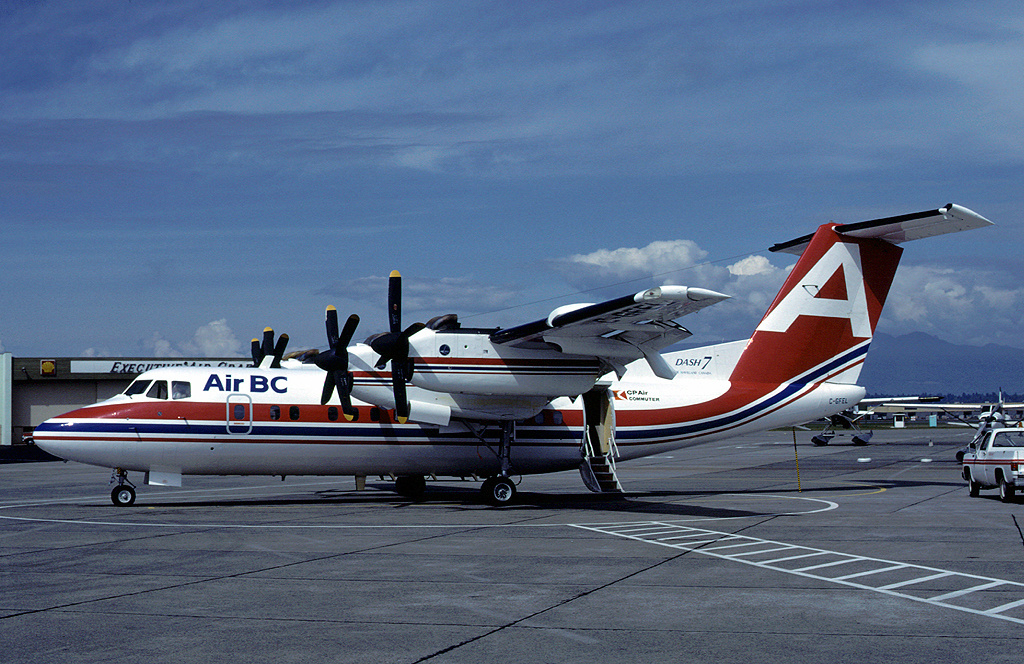
Un Dash 7 de Air BC en el Aeropuerto Internacional de Vancouver en 1983.

Air BC fue establecida en 1980 mediante la fusión de varias aerolíneas de la costa pacífica canadiense. Dichas aerolíneas eran Canadian Air Transit, Flight Operation, Gulf Aviation, Haida Airlines, Island Airlines, Ominecca Air, Pacific Coastal Air Services y West Coast Air Services las cuales en 1980 se consolidaron bajo el nombre de Air BC. Después de la fusión la flota de la aerolínea estaba compuesta de Twin Otters, DC-3 y Islanders. En 1983 la flota fue aumentada con aeronaves Dash 7. En los 3 años posteriores se adquirieron aeronaves Dash 8-100. 1988 vio la puesta en servicio de la aerolínea de los reactores BAe 146-200.
En 1987 Air Canada adquirió el 85% de la aerolínea y Air BC se convirtió en aerolínea regional de Air Canada. En marzo de 1995 Air Canada adquirió el resto de las acciones de la compañía de modo que en ese año Air BC se convirtió en propiedad de Air Canada. Ese mismo año, Air Canada compró aviones Dash -300 para Air BC.
En enero del 2001 fue establecida una filial regional bajo el nombre de Air Canada Regional. Esta compañía estaba conformada por las aerolíneas Air BC, Air Nova, Air Ontario y Canadian Regional. La fusión se completó a comienzos del año siguiente y las 4 compañías se consolidaron bajo el nombre de Air Canada Jazz.